# Ariel Turner
Pour les articles homonymes, voir Turner.
Ariel Turner est une joueuse de volley-ball américaine née le 1er août 1991 à Highlands Ranch (Colorado). Elle mesure 1,86 m et joue au poste de réceptionneuse-attaquante.

## Clubs
| Club               | De        | À         |
| ------------------ | --------- | --------- |
| Purdue University  | 2008-2009 | 2011-2012 |
| Volley-Ball Nantes | 2013-2014 | 2014-2015 |
| Schweriner SC      | 2015-2016 | …         |

## Palmarès
- Championnat de France
  - Finaliste : 2014
- Coupe de France 
  - Finaliste : 2014
- Coupe d'Allemagne
  - Finaliste : 2017.